# Shallum
Shallum var kung i Israel i en månad runt år 770 f.Kr.. Shallum mördade sin företrädare Sakarja och blev själv mördad av sin efterträdare, Menachem.